# Summer World University Games 2025/Teilnehmer (Kambodscha)
| Gelbes Symbol für Goldmedaillen mit stilisierten Olympischen Ringen | Graues Symbol für Silbermedaillen mit stilisierten Olympischen Ringen | Braundes Symbol für Bronzemedaillen mit stilisierten Olympischen Ringen |
| ------------------------------------------------------------------- | --------------------------------------------------------------------- | ----------------------------------------------------------------------- |
| —                                                                   | —                                                                     | —                                                                       |

Kambodscha nahm an den Summer World University Games 2025 vom 16. bis zum 27. Juli  mit 20 Athleten (6 Männer und 14 Frauen) teil.

## Teilnehmer nach Sportarten

### Badminton
| Männer - Sok Rikreay - Vannthoun Vath | Frauen - Loeung Malynich |

### Fechten
Frauen
- Monika Men
- Lyka Phat
- Sreysros Hai
- Narita Pen

### Judo
| Männer - Chhvin Chheav - Chantha Somnang | Frauen - Vandoeun Keo - Sreynich Kun |

### Leichtathletik
| Männer - Chanyourong Noeb | Frauen - Lida Sang |

### Schwimmen
| Männer - Phansovannarun Montross | Frauen - Haley Sakbun |

### Taekwondo
Frauen
- Phanmonika Reth
- Lyden Kry
- Theara Chhun
- Aliza Chhoeung
- Borey Vann